# Obersiggenthal
Obersiggenthal (toponimo tedesco) è un comune svizzero di 8 564 abitanti del Canton Argovia, nel distretto di Baden.

## Storia
Nel 1803 ha inglobato il comune soppresso di Kirchdorf.

## Monumenti e luoghi d'interesse

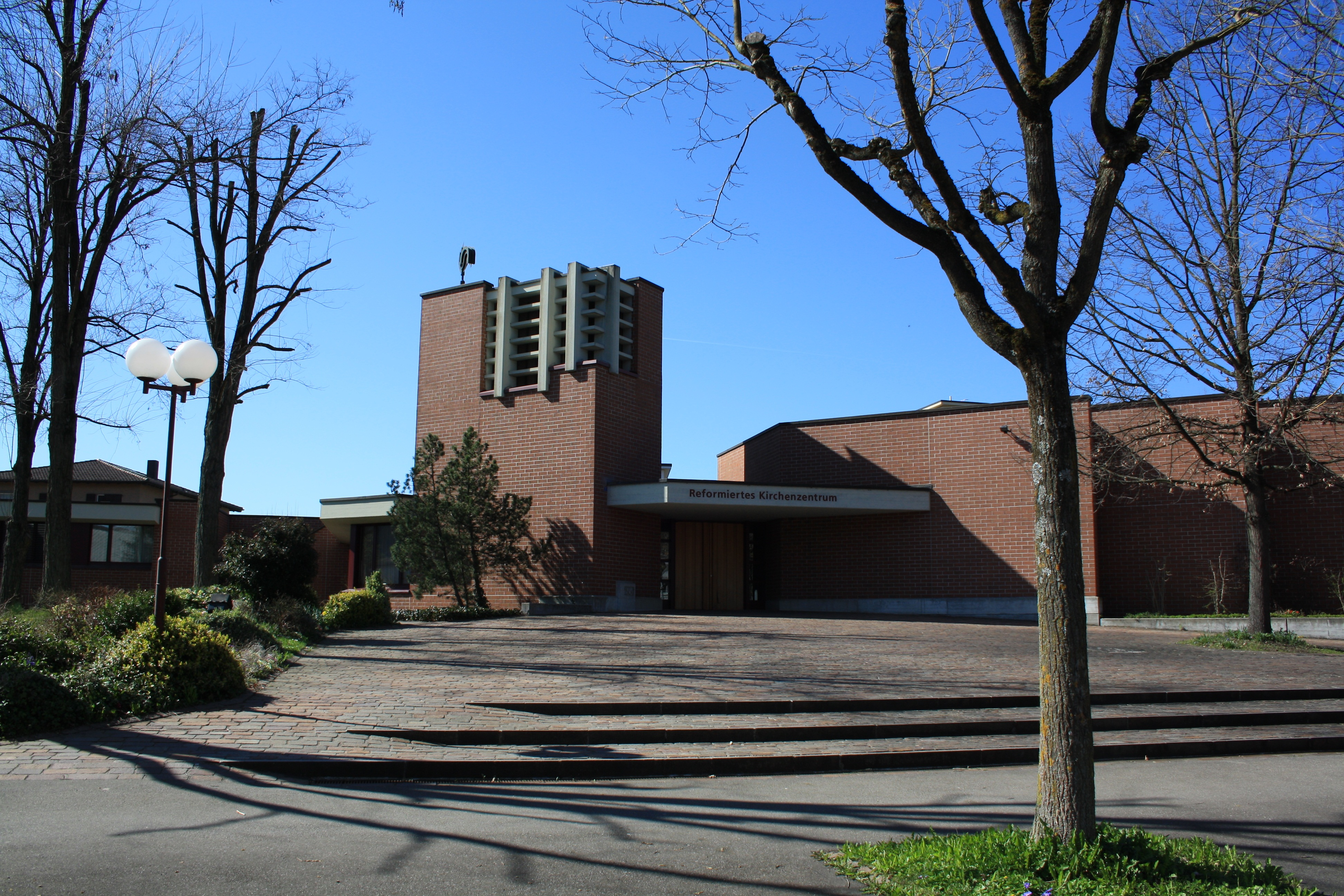
La chiesa riformata

- Chiesa cattolica dei Santi Pietro e Paolo, eretta nel XII secolo e ricostruita nel 1678[1];
- Chiesa riformata in località Nussbaumen, eretta nel 1985[1].

## Società

### Evoluzione demografica
L'evoluzione demografica è riportata nella seguente tabella:
Abitanti censiti

## Geografia antropica

### Frazioni
- Ebnet
- Hertenstein
- Kirchdorf[3]
- Nussbaumen
- Rieden
- Tromsberg

## Amministrazione
Ogni famiglia originaria del luogo fa parte del cosiddetto comune patriziale e ha la responsabilità della manutenzione di ogni bene ricadente all'interno dei confini del comune.